# Мартин андійський
Мартин андійський (Chroicocephalus serranus) — вид сивкоподібних птахів родини мартинових (Laridae).

## Поширення
Вид поширений в Південній Америці. Трапляється на західних схилах Анд в Еквадорі, Перу, Болівії, Чилі та Аргентини. Гніздиться в гірських районах, як правило, на висотах понад 3000 метрів. Зимує в лиманах, озерах, на болотах і на полях на узбережжі Тихого океану.

## Опис
Птах білого забарвлення з чорними головою та маховими перами. Навколо очей є біле кільце. Тіло завдовжки 44—48 см.

## Розмноження
Раціон складається з дощових черв'яків, комах, земноводних та дрібних риб. Поза сезоном розмноження вид харчується рибою та іншими морськими тваринами. Сезон розмноження триває, як правило, у липні та серпні. Вид зазвичай розмножується невеликими колоніями, іноді одиночними гніздовими парами. На відміну від інших видів мартинів, у колоніях мало шуму. Гніздо розташовується між пучками трави або на зарослих островах, або на плавучій платформі на мілині. Відстань між гніздами 1—3 м. Кладка складається з 2—3, рідше з 1—4 яєць.